# Johannes Prosswimmer
Johannes Prosswimmer (ur. 1890, zm. ?) – zbrodniarz nazistowski, członek załogi niemieckiego obozu koncentracyjnego Dachau. SS-Oberscharführer.
Członek Waffen-SS od lutego 1940. Od lutego 1940 do kwietnia 1945 pełnił służbę w obozie głównym Dachau jako posłaniec i strażnik. W procesie załogi Dachau (US vs. Josef Pfaller i inni), który miał miejsce 11 grudnia 1946 przed amerykańskim Trybunałem Wojskowym w Dachau skazany został na 2,5 roku pozbawienia wolności.